# Верденська битва
Верде́нська би́тва (фр. Bataille de Verdun, нім. Schlacht um Verdun) — битва на Західному фронті у Першій світовій війні, яка тривала з 21 лютого по 19 грудня 1916 року. Відбулася на горбистій місцевості на Північ від міста Верден-сюр-Мез, що у Північно-Східній Франції. Найтриваліша та найзапекліша битва Першої світової війни. Втрати кожної зі сторін перевищували 300 тис. осіб. Увійшла в історію як «Верденська м'ясорубка».

## Передумови
Після серії кривавих боїв на обох фронтах у 1914—1915 рр., Німеччина не мала достатньо сил для наступу широким фронтом, тому метою наступу був потужний удар на вузькій ділянці — у районі Верденського укріпленного району, який на французько-німецькому фронті виділявся у формі невеликого виступу. Верденський укріплений район захищав північний вхід до рівнин провінції Шампань, мав стратегічне значення, бо відкривав шлях на Париж.

## Напередодні битви
У 1916 році Верденський сектор був погано захищений, тому що роком раніше половина артилерії фортеці була вивезена, залишилися тільки важкі гармати у фортечних вежах. Гарнізон форту був також зменшений, а деякі форти були підготовлені для часткового зруйнування. У лютому 1916 року французька розвідка повідомила про затримку наступу німців через погоду, і у вищого французького командування з'явився час, щоб зміцнити оборону. До оборони району поспішили дві дивізії з 30-го корпусу (72-а і 51-а). Французькі сили під Верденом тепер складалися з 34-х батальйонів проти 72-х німецьких батальйонів. Французька артилерія була ще в менш вигідному становищі: близько 300 польових гармат (в основному 75 мм (2,95 дюйма), проти 1400 гармат з німецької сторони, більшість з яких були важкими і надважкими, включаючи також міномети.

## Битва

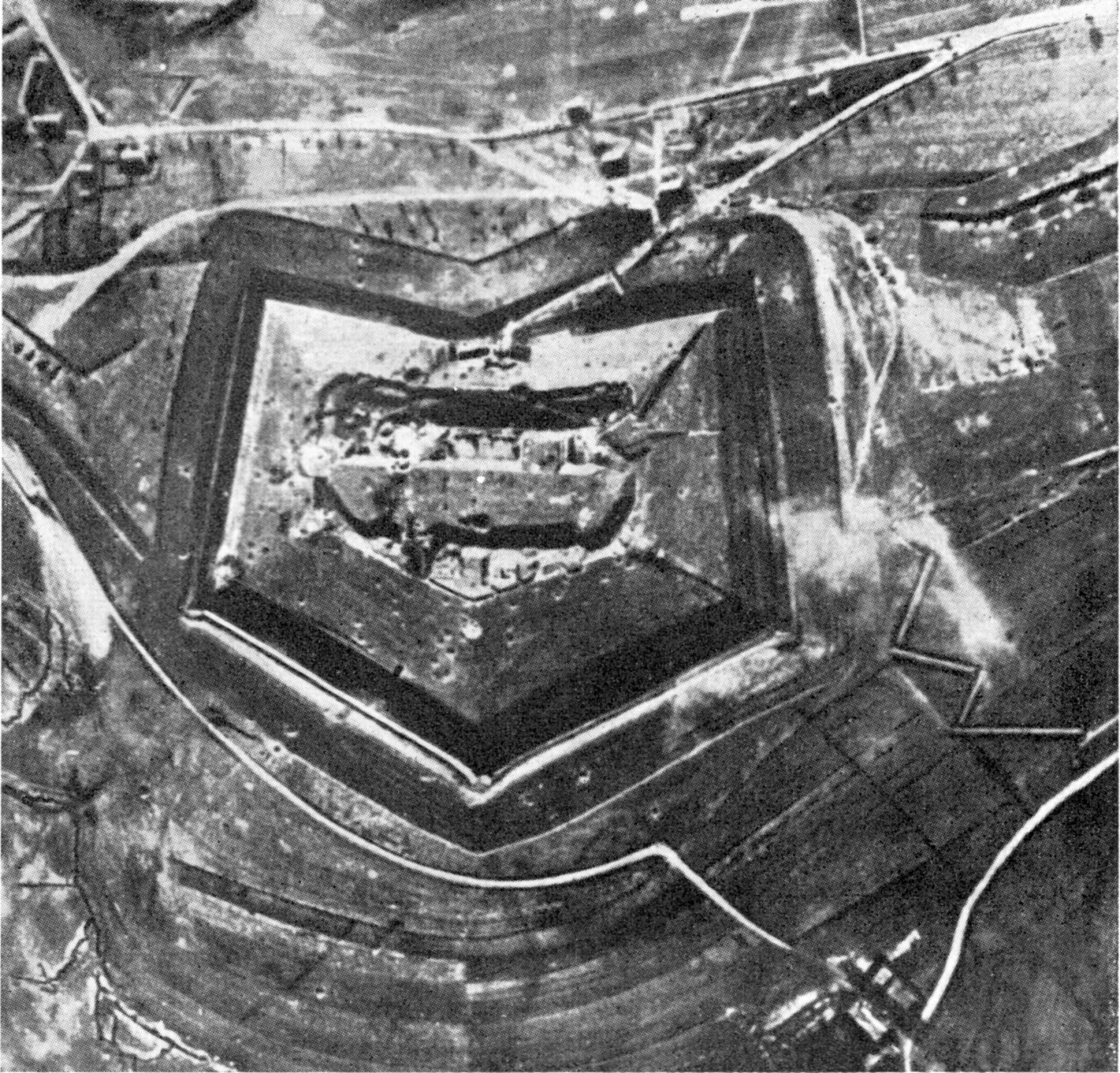
Форт Дуамон до битви

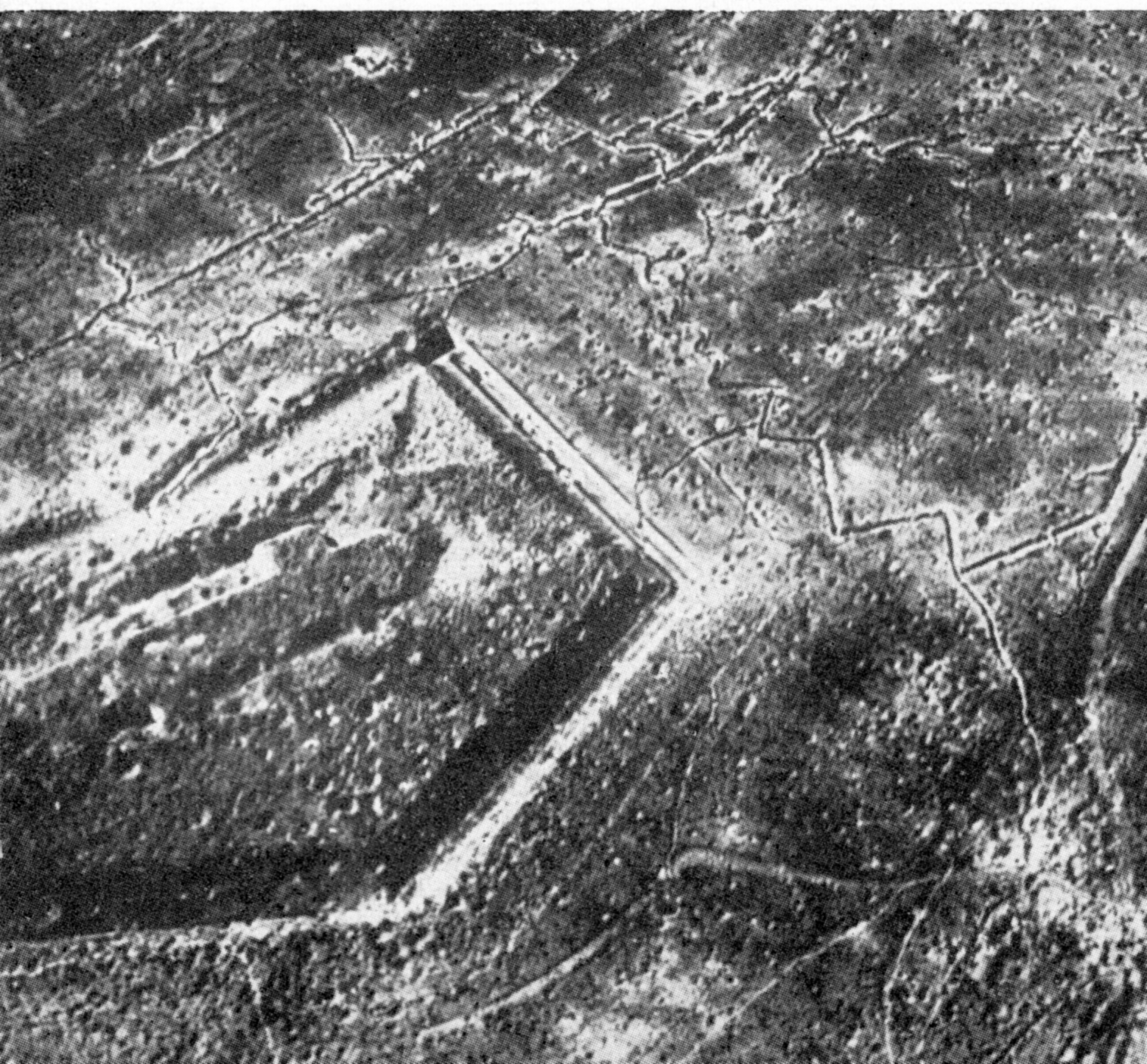
Форт Дуамон після битви

Верденська операція почалася 21 лютого 1916 року. Після масованої 8-годинної (за іншими джерелами 9-годинної) артилерійської підготовки німецькі війська перейшли у наступ на правому березі річки Мез, але зустріли наполегливий супротив. Німецька піхота вела наступ у щільних бойових порядках. Корпуси ударного угруповання були побудовані у один ешелон. Дивізії мали по два полки у першій лінії і по одному полку — у другій. Батальйони у полках наступали на ділянках 400—500 м і шикувалися ешелоновано у глибину. Кожен батальйон створював три ланцюги, що вели наступ на дистанції 80-100 м попереду першого ланцюга рухалися розвідники і штурмові групи, що складалися з двох-трьох відділень піхоти, посилених мінометами, кулеметами і вогнеметами. За перший день наступу німецькі війська просунулися на 2 км і зайняли першу оборонну позицію французів. У наступні дні наступ вівся за тією ж схемою: вдень артилерія руйнувала чергову позицію, а до вечора піхота займала її. До 25 лютого французи втратили майже всі свої форти. Майже без опору німцям вдалося взяти важливий форт Дуамон (фр. Douaumont). Проте французьке командування вжило заходів для усунення загрози оточення Верденського укріпленого району. Єдиним шосе, що зв'язує Верден з тилом, на 6000 автомобілях перекидалися війська з інших ділянок фронту. За період з 27 лютого по 6 березня на автомашинах до Вердена було доставлено близько 190 тис. солдатів і 25 тис. тонн військових вантажів. Наступ німецьких військ було зупинено майже у півтори рази більшою перевагою у живій силі. А У березні на Східному фронті російськими військами була проведена Нарочанська операція, яка полегшила становище французьких військ. Французами була організована так звана «священна дорога» (фр. La Voie Sacre) Бар-ле-Дюк — Верден, через яку надходило постачання військ.
Битва набувала все більш тривалого характеру, і з березня німці перенесли головний удар на лівий берег річки. Після інтенсивних боїв німецьким військам вдалося до травня просунутися лише на 6-7 км. Після зміни 1 травня командувача 2-ю французькою армією Анрі Філіпа Петена на Робера Нівеля, французькі війська 22 травня спробували взяти форт Дуамон, але були відкинуті. У червні була розпочата нова атака, 7 червня німці захопили форт Во (фр. Vaux), просунувшись на 1 км, 23 червня наступ було зупинено.
Брусиловський прорив на Східному фронті і операція Антанти на річці Соммі змусили німецькі війська восени перейти до оборони, а 24 жовтня французькі війська перейшли у наступ, і до кінця грудня вийшли на позиції, які займали 25 лютого, відкинувши супротивника на 2 км від форту Дуамон.

## Підсумки і значення
Ніяких тактичних і стратегічних результатів битва не принесла — до грудня 1916 року лінія фронту зрушилася до рубежів, які займали обидві армії до 25 лютого 1916 року. Під час Верденської битви обидві сторони втратили близько мільйона осіб, серед яких убитими — до 430 тис. чоловік. Біля Вердену вперше отримали широке застосування легкі кулемети, рушничні гранатомети, вогнемети і хімічні снаряди. Значно зросла артилерійська щільність, велася енергійна боротьба за панування у повітрі, застосовувалися штурмові дії авіації. Піхота в наступі будувала глибокі бойові порядки і створювала штурмові групи. Вперше проводилися оперативні перегрупування військ за допомогою автомобільного транспорту.
Під Верденом зазнав фіаско німецький стратегічний план кампанії 1916 — одним сильним і швидким ударом вивести з війни Францію. Верденська операція, а також Битва на Соммі ознаменували собою початок виснаження військового потенціалу Німецької імперії і посилення Антанти.

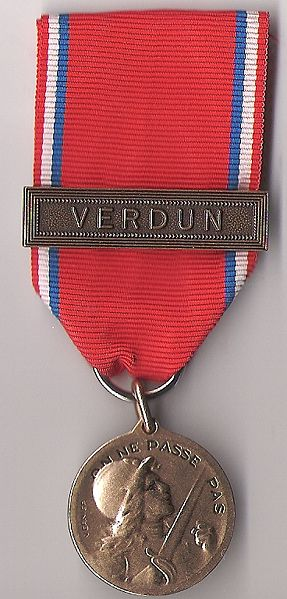
Французька відзнака за участь у Верденській битві
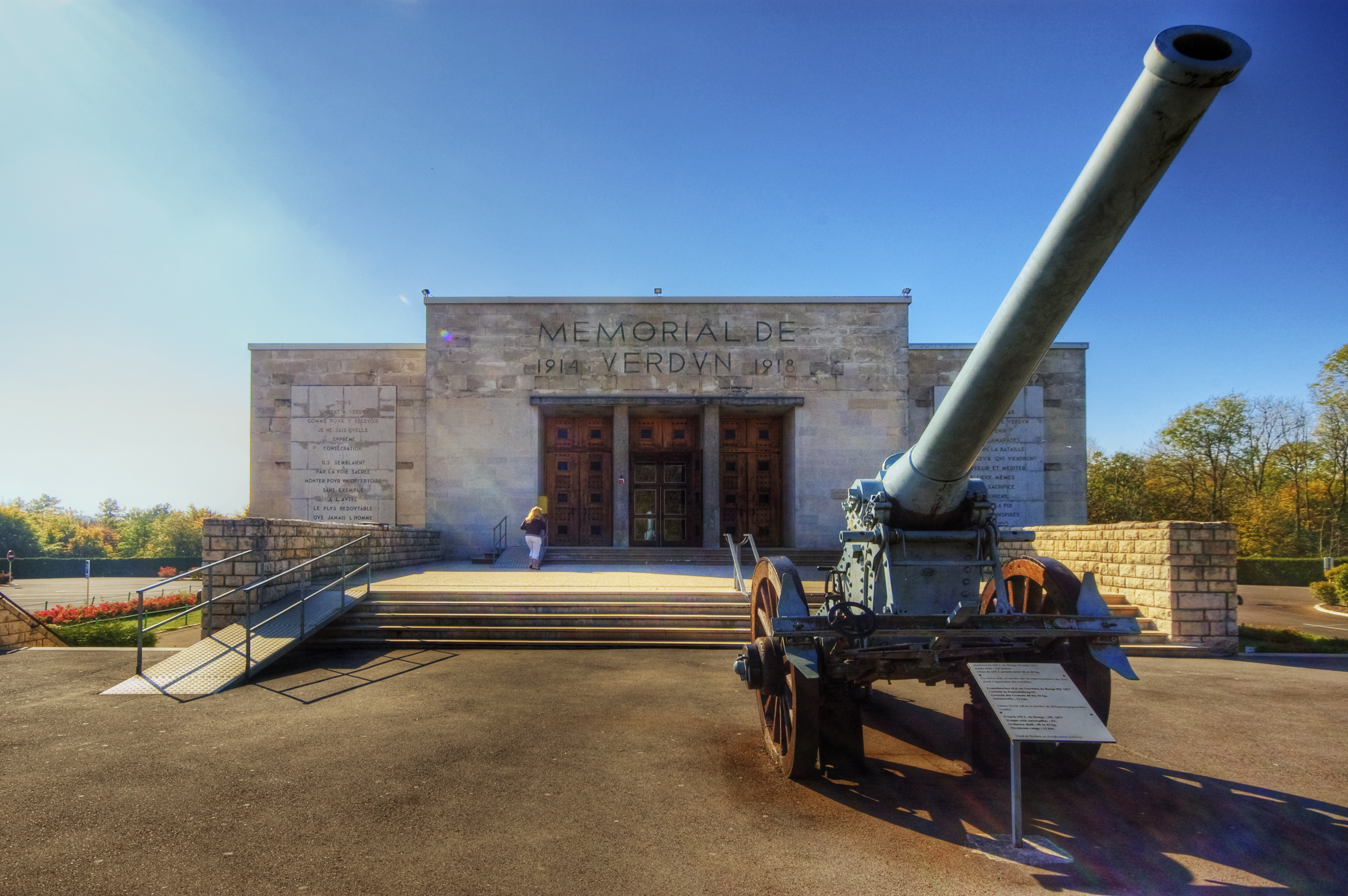
Меморіал, присвячений Верденській Битві
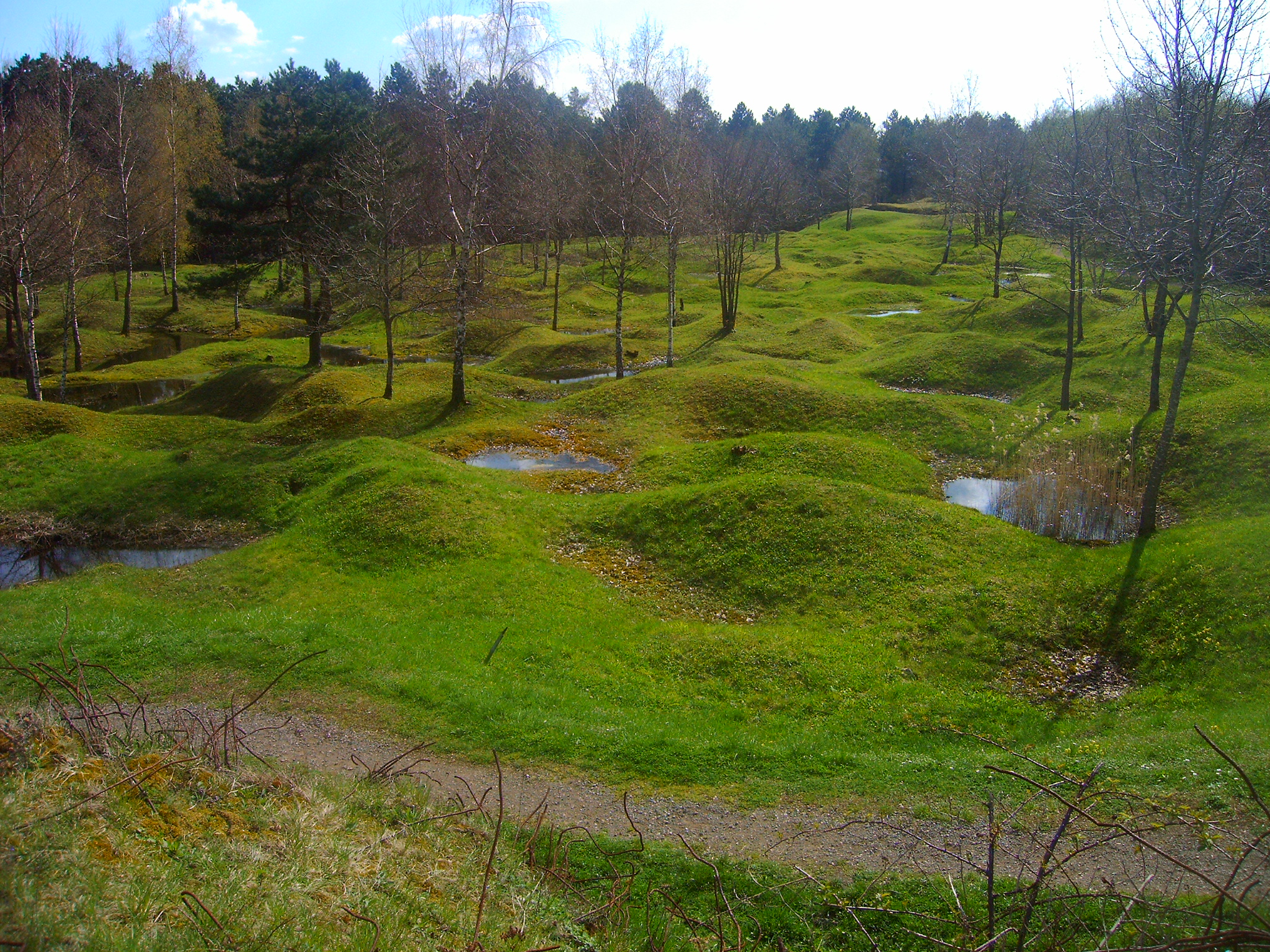
Поле битви у наш час

## В мистецтві
- В 2015 році український блек-метал гурт 1914 випустив альбом «Eschatology of War», в трек-листі якого був трек «Verdun».
- В 2019 році шведський павер-метал гурт «Sabaton» випустив сингл «Fields of Verdun».